# Selvevaluering
 Der er for få eller ingen kildehenvisninger i denne artikel, hvilket er et problem. Du kan hjælpe ved at angive troværdige kilder til de påstande, som fremføres i artiklen.

Udtrykket selvevaluering er dannet som en neologisme ud fra evaluering. Det bruges om den systematiske selvransagelse, som kan danne afslutningen på et pædagogisk eller psykologisk forløb. Formålet med selvevaluering er at komme til klarhed over de fejl, der kan være begået under forløbet, men måske især over de positive erfaringer, man kan høste af det. I selvevalueringen ligger indbygget en forpligtelse til forandring.
Selvevaluering kan i vidt omfang erstatte supervision og medarbejdersamtale, og rigtigt anvendt kan metoden derfor bruges af besparelseshensyn. Det er åbenlyst, at metoden kræver betydeligt klarsyn og selvdisciplin for at lykkes, og at den åbner for faldgruber af selvbedrag og løgn. Derfor bruges selvevaluering bedst i mindre grupper, hvor deltagerne kan holde hinanden fast på de faktiske forhold.
Mange virksomheder inden for dansk erhvervsliv og mange offentlige forvaltninger har taget metoden op og indarbejder den i deres bestræbelse på at sikre kvaliteten i produktion eller ydelser. Her bliver selvevaluering en systematisk proces, som sætter organisationen som helhed og de deltagende personer hver for sig i stand til at vurdere kvaliteten af egen indsats. Selvevaluering bruges også som forberedelse til en senere ekstern kvalitetsbedømmelse. Her er selvevaluering altså en metode til indsamling af viden om organisationen. Det er fælles for alle former for selvevaluering, at man bygger på en række formulerede forventninger og standarder, som evalueringen skal forholde sig til.
Selvevaluering kan også bruges til at skaffe viden om egne styrker og svagheder og til at sikre vedholdenhed i kvalitetsarbejdet. Metoden er kendetegnet ved, at evalueringen foretages af netop de medarbejdere, som har ansvaret for den produktion eller de ydelser, som skal bedømmes. Det er væsentligt, at ledelsen fastholder, at selvevaluering drejer sig om udvikling snarere end kontrol, og at resultatet af processen skal indgå i feedback og læring.

## Krav til en vellykket selvevaluering
- Ledelsen må vise tydeligt engagement
- Engagementet må spredes i hele organisationen
- Organisationens politikker skal kunne rumme selvevaluering
- Valget af evalueringsmodel må ligge helt klart på forhånd
- Ejerskabet til resultaterne må være aftalt på forhånd
- Processen skal dokumenteres
- Barrierer i form af faglige eller kompetencemæssige forventninger må være bearbejdet
- Selvevalueringen bør støttes af en ekstern evaluering
- Processens resultater må formidles til alle interessenter
- Processen må støttes gennem relevant brug af IT
- Interessenterne bør inddrages fra planlægningsfasen

## Eksterne link
- Evalueringsnyt nr. 6, marts 2005 Arkiveret 5. maj 2006 hos  Wayback Machine